# Drocourt (Passo di Calais)
Drocourt è un comune francese di 3 003 abitanti situato nel dipartimento del Passo di Calais nella regione dell'Alta Francia.

## Società

### Evoluzione demografica
Abitanti censiti